# 1,3-Cikloheptadien
1,3-Cikloheptadien je visoko zapaljivi cikloalken. Ovaj materijal je bezbojna providna tečnost.